# Všečínské shromáždění lidových zástupců

Složení parlamentu – větší část zástupců má Komunistická strana Číny, zbytek připadá na menší strany Lidové fronty

Všečínské shromáždění lidových zástupců (čínsky v českém přepisu Čchüan-kuo Žen-min Taj-piao Ta-chuej, pchin-jinem Quánguó Rénmín Dàibiǎo Dàhuì, znaky zjednodušené 全国人民代表大会, tradiční 全國人民代表大會)
je jednokomorový parlament Čínské lidové republiky. Všečínské shromáždění lidových zástupců zastupuje de facto – na základě ústavy – čínský lid. Tvoří základ čínského politického systému.
Jeho vývoj coby součásti politického systému se datuje od 11. 2. 1953, kdy se podle volebního zákona uskutečnily čtyři roky trvající volby – mnohastupňové a nepřímé.
Všečínské shromáždění lidových zástupců zasedá v hlavním městě Pekingu a je největším parlamentem světa. Zástupci jsou voleni na pět let, po posledních volbách v roce 2023 tvoří většinu poslanci Komunistické strany Číny a předsedou je od 10. března 2023 Čao Le-ťi. Tito zástupci jsou poslanci lidových shromáždění na příslušných (autonomních) úrovních. Voliči mají nad nimi právo kontroly. Zahrnují zástupce všech národností, profesí, regionů, společenských tříd a vrstev. Jsou povinni odrážet a přihlížet k názorům a požadavkům lidí.[zdroj⁠?!] V praxi to znamená, že při zasedáních lidových shromáždění a rozhodování o závažných záležitostech tlumočí stanoviska voličů a také je realizují. Jde fakticky o prezentaci veřejného mínění a podnětů občanů, takto se také realizuje právo lidí ovlivňovat politické, ekonomické a sociální záležitosti. Téměř všichni kandidáti Všečínského shromáždění lidových zástupců jsou nominováni Komunistickou stranou Číny nebo jinými politickými stranami a občanskými organizacemi, protože opoziční strany nejsou v Číně povoleny. Tito kandidáti jsou dále tzv. prověřováni významnými funkcionáři strany a až potom se mohou objevit na kandidátkách. Při volbách do vyšších struktur jsou voliči taktéž z řad těch, co podporují systém vlády strany. V této souvislosti se systém nejen zákonodárné moci v Číně významně odlišuje od západních demokracií.
Zbylé zastoupené strany jsou členy Lidové fronty a jsou taktéž do značné míry ovládány komunistickou stranou.
Z pohledu struktury má Všečínské shromáždění lidových zástupců 2980 členů, schází se jednou za rok, a to v březnu v průběhu 10–14 dnů. V mezidobí je zastoupen svým stálým výborem Všečínského shromáždění lidových zástupců, menším orgánem o zhruba 150 členech, v jehož čele stojí předseda stálého výboru a několik místopředsedů. Doslovně lze uvést, že stálý výbor Všečínského shromáždění lidových zástupců prakticky funguje jako hlavní legislativní orgán v hranicích vytyčených Všečínským shromážděním lidových zástupců a zároveň je to jediný orgán, který má právo interpretovat ústavu. Tento stálý výbor se schází zhruba jednou za dva měsíce. Součástí struktury Všečínského shromáždění lidových zástupců jsou speciálně zaměřené výbory, v jejichž čele jsou předsedové, místopředsedové a členové. Pracují na podnětech k návrhům zákonů.
Mezi pravomoci parlamentu patří volba prezidenta Čínské lidové republiky a schvalování premiéra Čínské lidové republiky navrženého prezidentem.